# Polo del frío
El polo del frío (del inglés: Pole of Cold) es el lugar de la Tierra donde se ha registrado la temperatura del aire más baja. Generalmente se consideran dos polos del frío, uno en cada hemisferio.

## Polo del frío del hemisferio sur

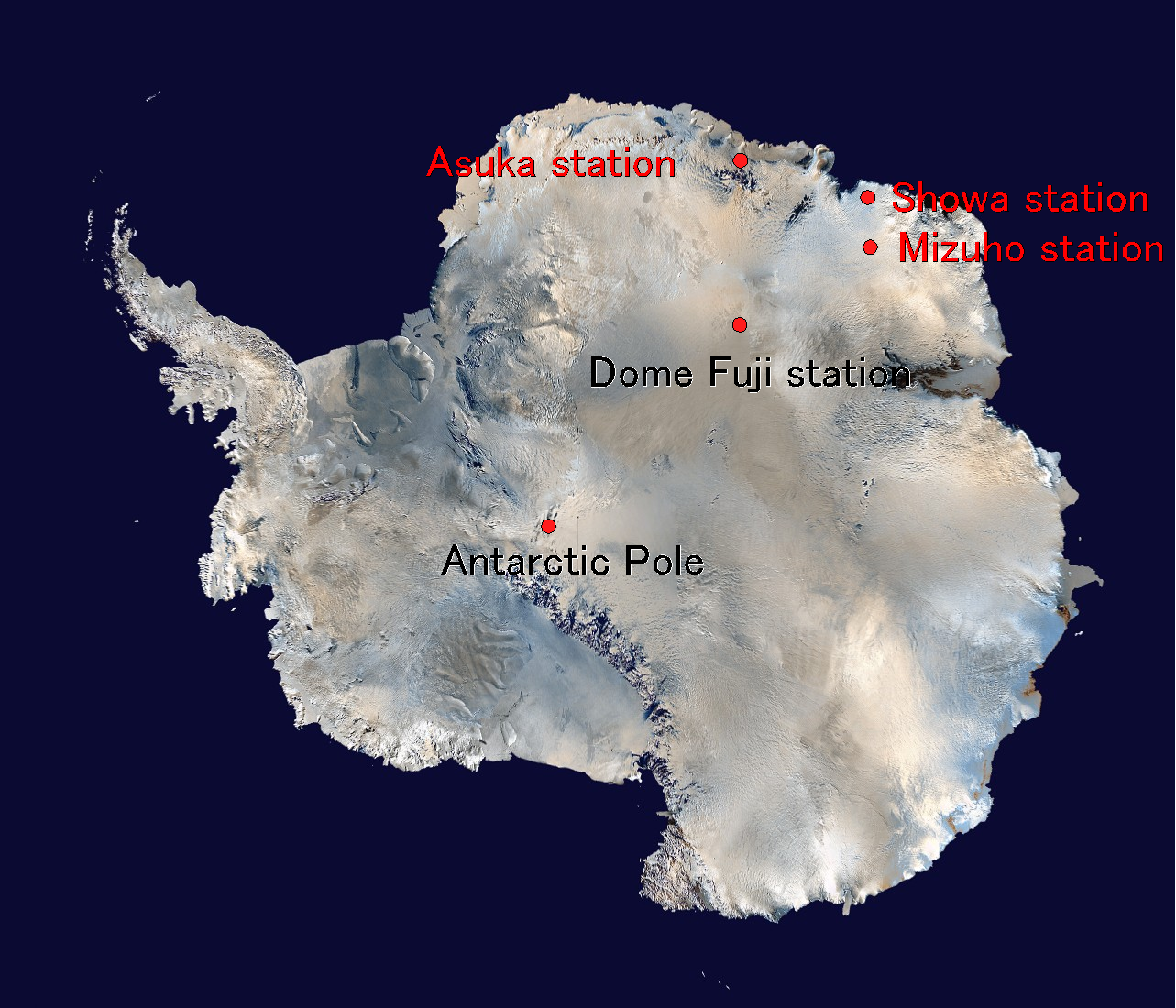
Situación de la base Domo Fuji, o Domo F.

En el hemisferio sur, el polo del frío, o polo sur del frío, se encuentra actualmente en la Antártida, en la base Domo Fuji japonesa, donde el satélite Landsat 8 registró, el 10 de agosto de 2010, una temperatura de -93.2 °C, siendo la temperatura más baja de origen natural que se ha registrado nunca en la Tierra. 

### Otros Lugares

#### Estación Vostok

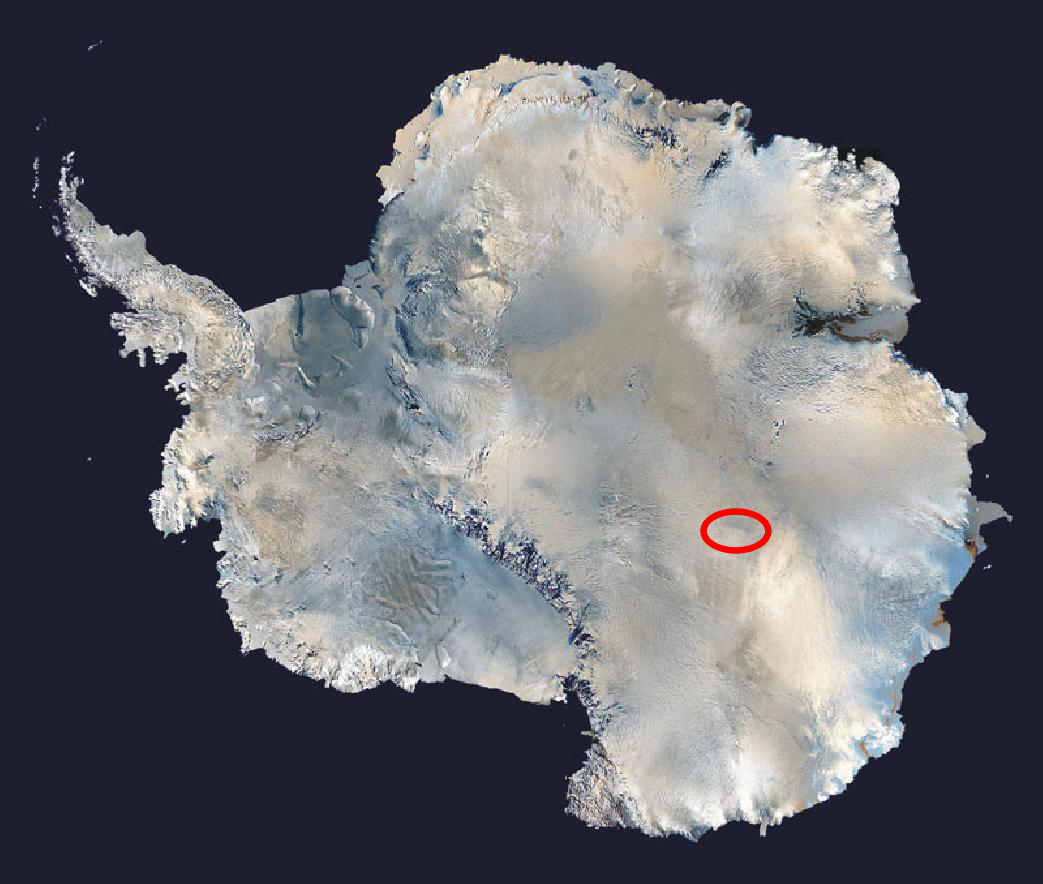
Lago Vostok (imagen compuesta) (NASA)

Otra base de temperatura baja es la Estación Vostok rusa. Su latitud, que se traduce en casi tres meses de noche polar civil cada año (de principios de mayo a finales de julio), su elevación de 3488 m sobre el nivel del mar y su situación alejada de la influencia moderadora de los océanos (más de 1000 km de la costa más cercana) se combinan para producir un ambiente donde la temperatura rara vez se eleva por encima de -25 °C durante el verano y que con frecuencia cae por debajo de -70 °C en invierno. En comparación, el polo sur, debido a su menor altitud, es, en promedio, de 5 a 10 °C más caliente que Vostok. La temperatura más baja registrada en la estación fue de -89.2 °C, siendo una de las temperaturas naturales más bajas de la tierra.

#### Domo A
El Domo A es ligeramente más frío de promedio que la estación Vostok. En 2005 se instaló una estación meteorológica automática en el Domo A que desde entonces ha registrado una temperatura mínima de -82.5 °C.
En conclusión: la estación Vostok es la estación más fría del mundo; la base Domo Fuji es el lugar más frío del mundo (y por consiguiente es el polo del frío del hemisferio sur); y el Domo A es el lugar más frío permanente en la tierra.

## Polo del frío del hemisferio norte

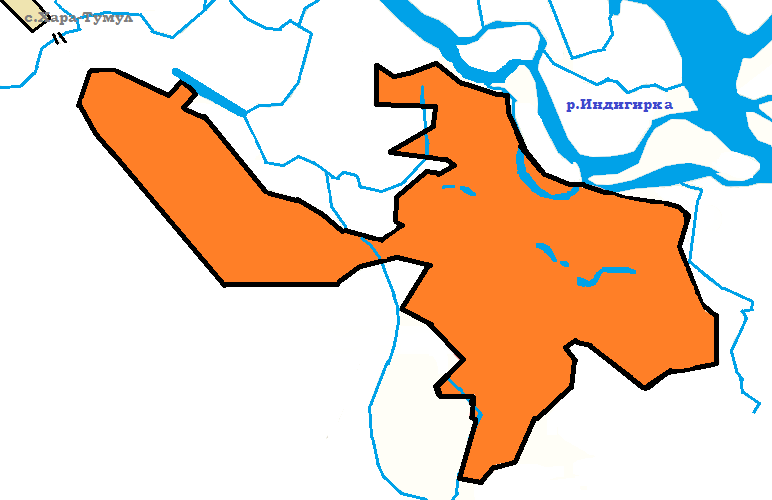
Mapa de Oymyakon

En el hemisferio norte, Oymyakon es el lugar más frío, alcanzando una temperatura de -78,2 °C en 2010. 
Aunque en la República de Saja (Yakutia), Siberia, Rusia, Verkhoyansk es un también un foco muy frío con una temperatura de -67,8 °C. Otro punto es el monte Logan, en Canadá, que registró una temperatura de -77,5 °C en mayo de 1991, aunque el clima es propio de las montañas, por ejemplo, en el monte Denali en Alaska, la temperatura es de -55,6 °C.
Pero mientras en Oymyakon, la temperatura más baja promedio, es de -67,7 °C, en Verkhoyansk, esta es de -67,8 °C, así que, a pesar de que Oymyakon fue más frío, ahora la temperatura es más alta, y por lo tanto ya no es más frío que Verkhoyansk, por eso el debate de si es el lugar más frío. Actualmente sí es el lugar más frío, pero el más frío permanente es Verkhoyansk.

### Antecedentes

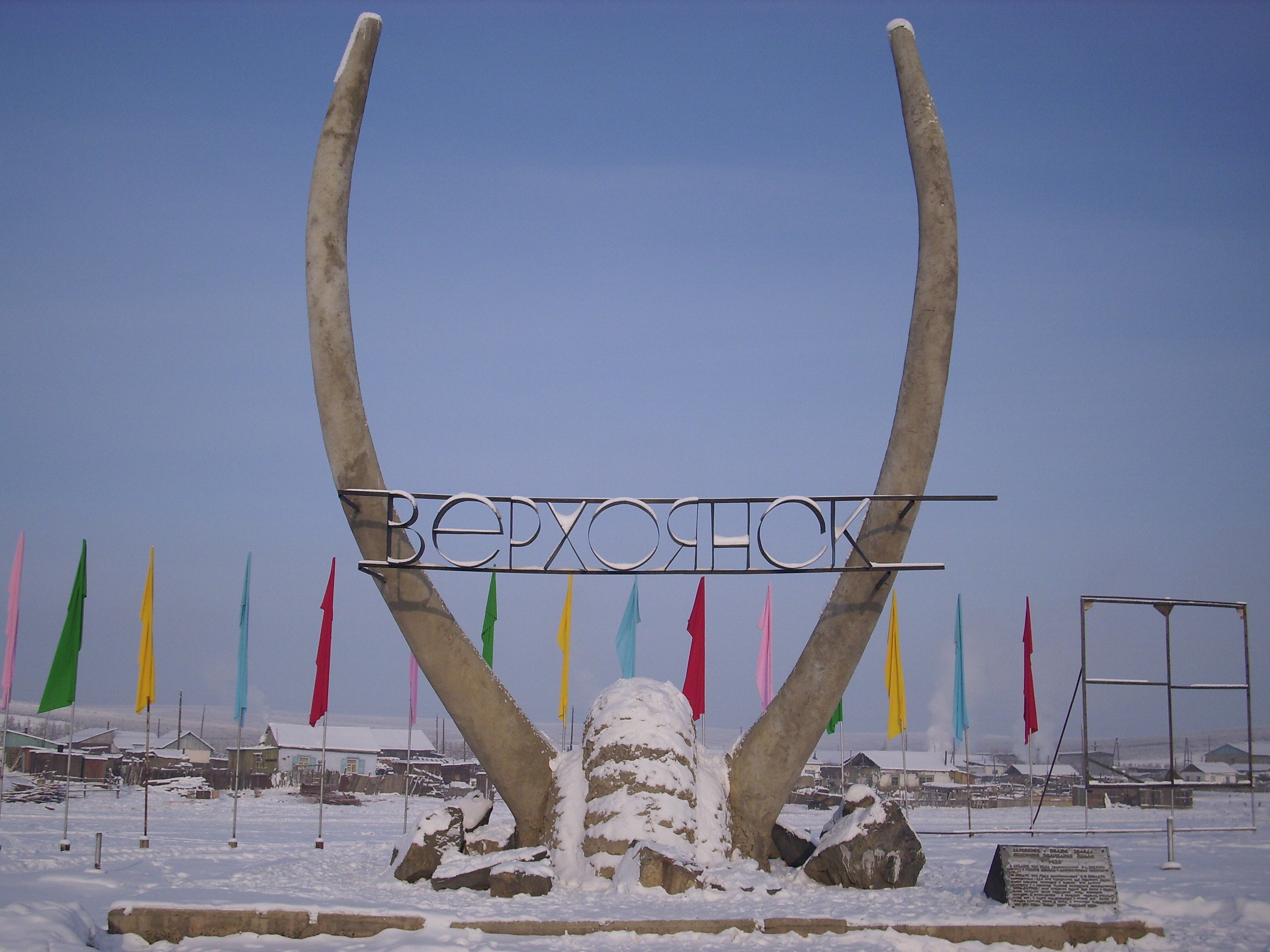
Verkhoyansk

En diciembre de 1868, y luego en febrero de 1869, I. A. Khudyakov hizo la primera medición del Polo Norte del frío mediante la medición en Verkhoyansk de una temperatura récord de -63,2 °C. Más tarde, el 15 de enero de 1885, S. F. Kovalik registró allí una temperatura de -67,8 °C. Esto se convirtió en el nuevo récord mundial, y sigue siendo el récord actual del hemisferio norte. Esta medida fue publicada en los Annals of the General Physical Observatory en 1892; por error, se recogió como -69,8 °C, aunque se corrigió posteriormente.  
Las temperaturas de invierno en el área descienden en promedio hasta en -10 °C.